# Rio Balasan
O Rio Balasan é um rio da Romênia afluente do rio Sărăceaua, localizado no distrito de Dolj.